# Faraway Downs
Faraway Downs är en australisk historisk drama- och äventyrsserie vars första säsong består av sex avsnitt. Serien har en planerad premiär den 26 november 2023 på strömningstjänsten Disney+. Serien är en omklippt version av Baz Luhrmanns film Australia från 2008. Serien är såväl längre än filmen och innehåller ny musik. Dessutom har serien ett annorlunda slut.

## Handling
Serien kretsar kring den brittiska aristokraten Sarah som reser till Australien för att rädda sin boskapsranch. Tillsammans med ranchens förman upplever de en stormande kärleksaffär.

## Rollista i urval
- Nicole Kidman - Sarah Ashley
- Hugh Jackman - Drover